# Hydrellia asymmetrica
Hydrellia asymmetrica är en tvåvingeart som beskrevs av Papp 1983. Hydrellia asymmetrica ingår i släktet Hydrellia och familjen vattenflugor.
Artens utbredningsområde är Ungern. Inga underarter finns listade i Catalogue of Life.